# Mai-Ndombe (provins)
Mai-Ndombe  er en provins i Den Demokratiske Republik Congo. Den er en af de 21 provinser, der blev oprettet ved opdelingen i  2015, da den tidligere Bandundu provins blev delt op i de nye provinser Mai-Ndombe, Kwango, og Kwilu. Mai-Ndombe blev dannet af distrikterne Plateaux og Mai-Ndombe distrikterne, hvor byen Inongo blev ophøjet til hovedstad i den nye provins.
Befolkningen i 2020 blev anslået til at være 2.254.100.Mai-Ndombe blev dannet af distrikterne Plateaux og Mai-Ndombe distrikterne, hvor byen Inongo blev ophøjet til hovedstaden [[Cities of the Democratic] Republikken Congo|by]] i den nye provins.
Befolkningen i 2020 blev anslået til at være på 2.254.100.

## Historie
Mai-Ndombe-provinsen var en separat provins fra 1962 til 1966, før oprettelsen af Bandunduprovinsen fra de postkoloniale politiske regioner i Kwango, Kwilu, og Mai-Ndombe.
Præsidenter (fra 1965, guvernører) var:
- 8. september 1962 – december 1963 Victor Kumoriko
- 23. september 1963 – 11. oktober 1963 V. Bola (i oprør)
- Jan 1964 – Dec 1964 Gabriël Zangabie
  - 1964 – 1965 ?
- 27. juli 1965 – 25. april 1966 Daniël Mongiya

En stor flodbåd sank  på Congofloden i provinsen i 2021, og  mindst 60 mennesker mistede livet.

## Geografi
I øjeblikket er der 8 territorier i Mai-Ndombe-provinsen, som er:
1. Bolobo
2. Inongo
3. Kiri
4. Kutu
5. Kwamouth
6. Mushie
7. Oshwe
8. Yumbi